# Ligne 155 (Infrabel)
La ligne 155 était une ligne ferroviaire secondaire belge reliant Marbehan et Virton à la ville française d’Écouviez. Il n'en subsiste actuellement que deux tronçons, en exploitation simplifiée, utilisés comme raccordements industriels.

## Historique

### Les chemins de fer en province du Luxembourg
Le chemin de fer fait son apparition en province de Luxembourg (ligne 162) en 1858, lorsque la Grande Compagnie du Luxembourg achève la portion septentrionale de sa ligne du Luxembourg (ligne 162).
Cette ligne fut construite à la fois afin de désenclaver la province du Luxembourg et pour réaliser un axe international reliant la Belgique (et le port d'Anvers) à l'Alsace-Lorraine, au sud de l'Allemagne, à la France, la Suisse et l'Italie.
En revanche, cette ligne, construite à l'économie en évitant tant que possible les obstacles naturels laissait de côté plusieurs villes importantes (Wavre, Marche-en-Famenne, Rochefort, Bastogne et Virton).

#### Desserte ferroviaire de Virton
Des édiles ou personnalités importantes liées à la ville de Virton, déjà bien industrialisée, réclamaient la construction d’un chemin de fer qui relierait Virton et la Gaume au reste du réseau ferré et développerait la région :
- un premier projet fut soumis en 1857 par Félix Martha, un avocat de Charleroi et future commissaire de la Compagnie du chemin de fer de Virton, il s’agissait d’une ligne partant d'Arlon en direction de Montmédy qui passait par Châtillon, Saint-Léger, Ethe, Virton, Saint-Mard, Harnoncourt et Lamorteau ;
- un autre projet de la même époque concernait une ligne Givet - Athus ;
- une demande de concession de "chemin de fer de Virton" fut à nouveau soumise en 1863.

Aucune suite ne fut donnée à ces projets mais la ville de Virton continuait à réclamer son chemin de fer. Dans les années 1860, la ville de Virton devint, avec celle de Maaseik, le dernier chef-lieu d’arrondissement dépourvu de chemin de fer. Le ministre des finances Walthère Frère-Orban déposa un projet à la chambre des représentants qui fut voté le 9 mai 1866. Elle comportait deux concessions, avec intérêts, pour les villes de Maaseik et Virton, cette dernière consistait en une ligne se détachant de la ligne du Luxembourg à Marbehan et passant près de Virton avant d’atteindre la frontière française. À la suite des réclamations des communes locales, le projet fut amendé par le sénat, il devait désormais obligatoirement desservir Virton mais ne partait plus nécessairement de Marbehan.

#### La concession ferroviaire de Virton
Deux projets furent proposés :
- un projet de ligne entre Habay (sur la ligne du Luxembourg), Étalle, Saint-Léger, Ethe, Virton et Montmédy, qui émanait d'une société anglo-française "De Reiset et Benat" ;
- un projet de ligne proche de celui de Félix Martha : Marbehan - Meix-devant-Virton - Dampicourt - Montmédy, qui fut émis par les conseils communaux de Meix et Villers-la-Loue.

Le second projet fut ensuite amendé, il partirait toujours de Marbehan mais desservirait Ethe, plus au sud, (et non Meix) avant de rejoindre Dampicourt en traversant Virton. C'est ce dernier qui fut choisi et fut confié par l’Arrêté royal du 5 novembre 1868 à un entrepreneur de Mont-sur-Marchienne.

### La Compagnie de Virton
Pour construire et exploiter cette concession, une société anonyme, la Compagnie du chemin de fer de Virton, fut mise sur pied avec comme administrateurs MM. Parent-Pécher (banquier), Thevenet (entrepreneur, titulaire de la concession) et consorts, et domiciliée à Tournai. Les travaux commencent véritablement en 1870 et un premier train de voyageurs, mis sur pied pour les élections législatives du 11 juin 1872, circule jusqu'à Laclaireau, près d'Ethe, où les électeurs continuent jusque Virton en voiture hippomobile.
Elle inaugura le tronçon Marbehan - Virton de la ligne le 9 novembre 1872 et construisit une gare à Virton appelée Virton-Ville. Cette gare est aujourd’hui désaffectée au profit de Virton-Saint-Mard). Cette première inauguration, sans grande pompe, n'est pas immédiatement suivie par une exploitation commerciale. Il faudra attendre le 21 avril 1873 pour que débute une desserte régulière de marchandises et le 28 mai pour les voyageurs. Cette dernière date donne lieu à des festivités somptueuses.
En 1873, en France, la Compagnie des chemins de fer de l'Est termine le tronçon Montmedy - Écouviez (frontière).
Pendant ce temps, une autre concession ferroviaire est réalisée pour relier Athus à la Meuse et la Sambre (via Givet). Cette ligne, qui porte déjà certaines caractéristiques du futur Athus-Meuse, doit également passer par Virton.
La suite du tracé de la Compagnie de Virton et son raccordement à l’Athus-Meuse posa problème, d’autant que le groupe Philipart, qui commençait à construire l’Athus-Meuse, fit faillite en 1876.
La Compagnie de Virton rencontre toutefois des difficultés financières pour terminer le chaînon manquant et c'est l’administration des chemins de fer de l'État Belge qui racheta la concession de la Compagnie de Virton et termina, en 1880, le tronçon Virton ville - Lamorteau (frontière) et son intersection avec la Ligne 165 en gare de Virton - Saint-Mard. Les relais de traction se font en gare d'Écouviez. Outre un trafic de marchandises croissant, le trafic voyageurs est alors exploité par la compagnie de Virton (Marbehan - Écouviez) et par la Compagnie de l'Est (Montmédy - Écouviez, parfois Virton).
C’est en 1881 qu’est inaugurée la seconde gare de Virton, Virton-Saint-Mard, située sur l'Athus-Meuse. Cette ligne appartient aux Chemins de fer de l’État Belge qui put faire circuler ses premiers trains directs entre le bassin sidérurgique de Lorraine (Athus, Halanzy, Rodange...) et le cœur de la Belgique. Il faudra cependant attendre 1899 pour que la portion de l’Athus-Meuse entre Gedinne et Dinant soit intégralement complétée.

### Nationalisation

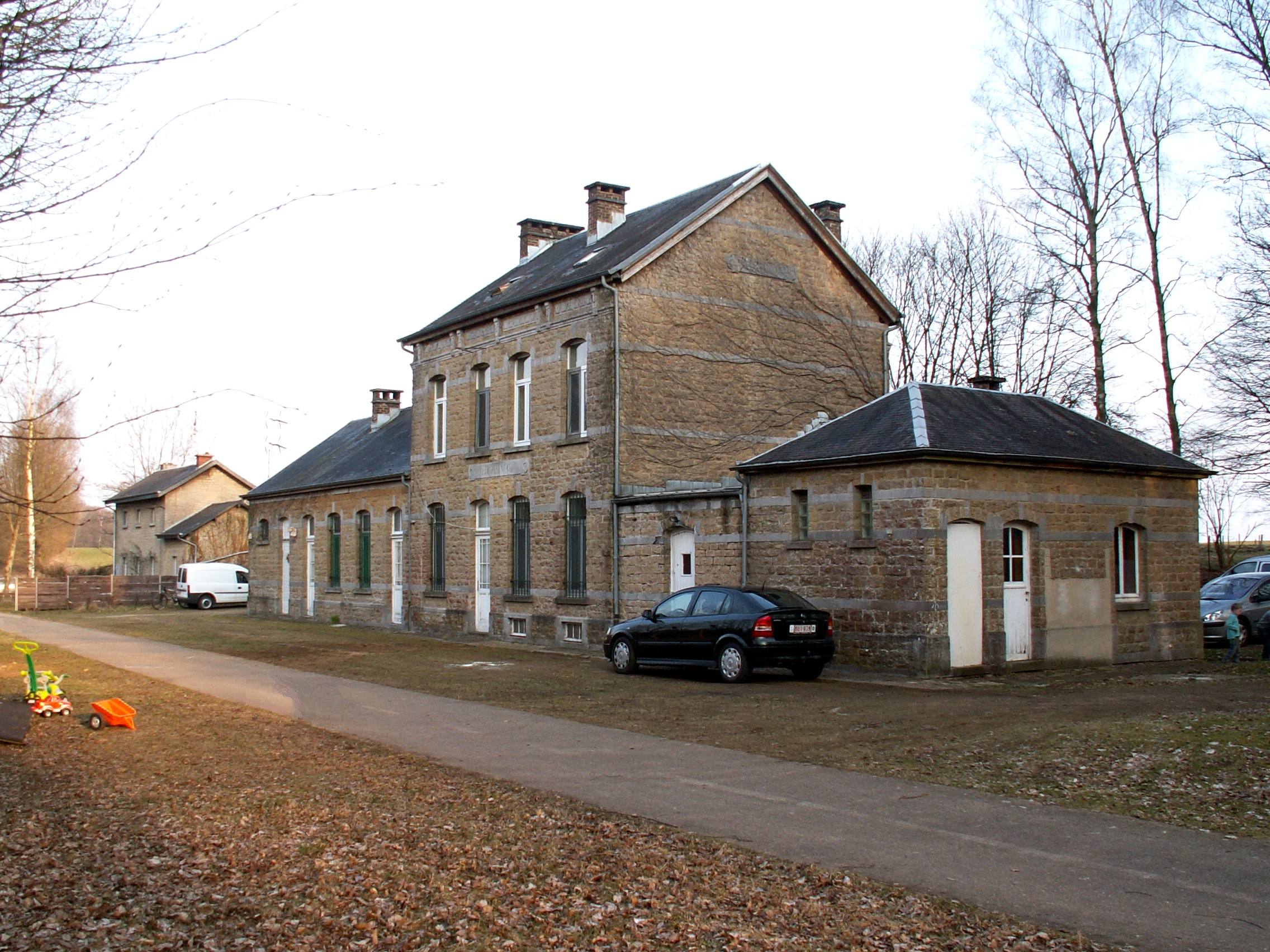
La gare de Buzenol.

Par la loi du 26 août 1880, la compagnie des chemins de fer de Virton est appelée à être nationalisée dès l'achèvement des travaux de la ligne de Virton à Lamorteau. En 1881, elle devient partie intégrante des Chemins de fer de l’État belge qui deviendront la SNCB en 1926. La Grande compagnie du Luxembourg avait déjà été rachetée par l’État en 1873.
La mise à double voie de la ligne en vue de l'utiliser pour le transport de minerai de fer venant du bassin de Briey en Lorraine française est décidée début 1912. La section de Virton à Marbehan, sur laquelle les travaux n'avaient que peu progressé avant la Première Guerre mondiale, restera à simple voie.
En 1938, la SNCF, nouvellement créée par la fusion des grandes compagnies françaises décide d'abandonner le trafic voyageurs sur son tronçon, de sorte que ce sont des autorails de la SNCB qui relieront Montmédy après la seconde Guerre mondiale. L'année suivante, le trafic du tronçon transfrontalier augmente à la suite de la décision de la SNCF d'y faire transiter les trains lourds à destination ou en provenance de Belgique.
En 1951, le trafic voyageurs est abandonné sur les deux tronçons et transféré à la route (géré par la SNCV). En 1955, la SNCF électrifie l'artère Lille - Thionville et la courte antenne d'Écouviez est également concernée. Les locomotives à vapeur françaises cèdent la place aux « fers à repasser », les motrices BB 12000 et CC 14000 françaises. Dans les années 1960, la SNCB remplacera également la vapeur par les diesels des types 202 et 203 (futures séries 52 et 53).

### Fermeture progressive
Le tronçon Ethe - Virton, qui ne voit plus passer le moindre trafic depuis 1953, est déferré en 1958 (un important remblai à Ethe sera détruit et une tranchée fut en partie comblée ce qui rend la localisation de la ligne malaisée). En 1968, le tronçon Croix-Rouge - Ethe, déserté depuis 1962 subit le même sort et à la fin des années 1970, la crise de la sidérurgie dans le bassin lorrain fait que le trafic du tronçon transfrontalier s'est effondré. En 1985, la SNCF et la SNCB conviennent de fermer le point frontière de Lamorteau - Écouviez. La section Virton - Harnoncourt est maintenue à voie unique, comme raccordement industriel de l'usine de pâte à papier « Burgo - Cellulose des Ardennes ». Le maigre trafic est reporté au point Frontière Athus - Mont-Saint-Martin (ligne 167). L'arrêté royal du 21 août 1986 autorise le démontage des deux voies de la portion désaffectée entre l'usine d'Harnoncourt et la frontière ainsi que de la seconde voie, inutilisée, entre Virton et Harnoncourt.
En 1997, un nouveau raccordement est établi entre la partie subsistant au nord (raccordé à la gare de Marbehan) et l'usine d'embouteillage Nestlé Waters Belgium sous le numéro de ligne (industrielle) 289.
Début 2016, la portion Marbehan - Croix-Rouge qui n'a plus vu passer le moindre train depuis 2009 - est désactivée par Infrabel qui ne souhaite plus financer son entretien.
En 2019, A l'occasion de la modernisation des installations de la gare de Marbehan, l'aiguillage de raccordement de la ligne 155 a été supprimé.
En 2021, le revêtement routier à hauteur du passage à niveau numéro 7 sur la nationale 87, fort dégradé, à fait l'objet d'une réparation à l'occasion de laquelle les voies du passage à niveau ont été démontées .
Un chemin du réseau RAVeL existe[Depuis quand ?] entre la gare de Croix-Rouge et le pont sur le Ton à Virton. Il s'interrompt au niveau de la traversée d'Ethe, le remblai et la gare ayant été détruits.

## Caractéristiques
Le profil de cette ligne est relativement haché entre Marbehan et Buzenol, la ligne croise perpendiculairement les vallées de la Semois, de la Rulles et franchit la ligne de partage entre les bassins de la Chiers et de la Semois.
Entre Buzenol et Ethe, elle comporte de fortes rampes qui lui permettent de descendre vers la vallée du Ton qu'elle suit jusqu'à Écouviez. D'importants terrassements ont été nécessaires à Ethe, dont un important talus qui a été détruit après la fermeture de la ligne.

## Utilisation

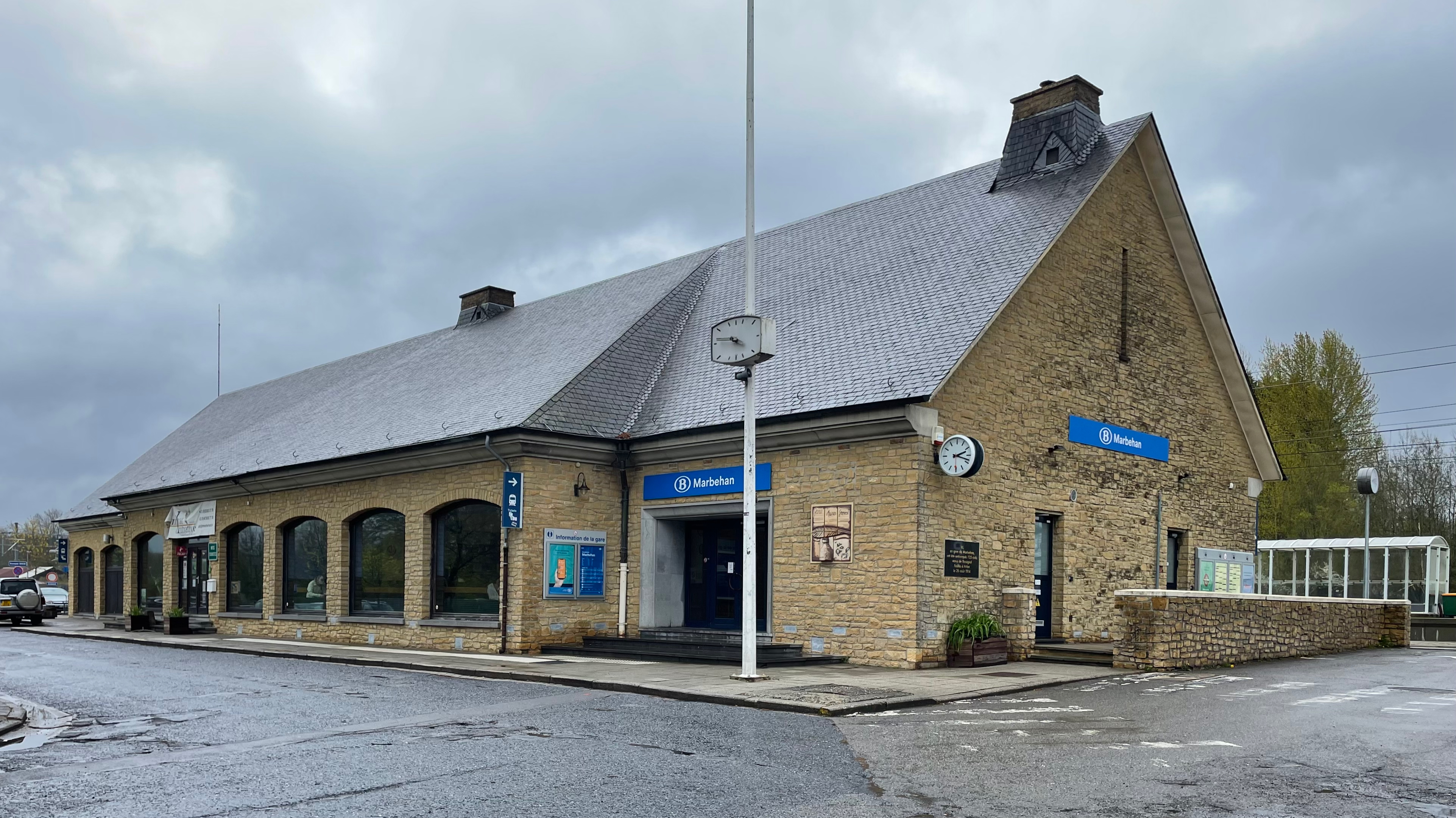
La gare de Marbehan

En 2025, un unique raccordement industriel subsiste sur la ligne, desservi depuis Virton-Saint-Mard.
À Harnoncourt, l'usine de pâte à papier reçoit régulièrement des produits pour le traitement de la pâte et expédie également certains produits, via la gare de Virton (Anciennement Virton-Saint-Mard) donc.
Entre 1997 et 2019, L'usine d'embouteillage Nestlé Waters Belgium à Etalle était raccordée via la ligne industrielle 289. Cela a généré un trafic régulier entre 1997 et octobre 2007 (sous le régime des wagons isolés). Interrompu à la suite d'un changement de tarification de la SNCF pour les wagons isolés, il est rétabli de mai 2008 à 2009 (tentative de faire circuler un train complet par semaine via un long détour par Bertrix pour éviter des manœuvres de remise en tête à Marbehan). Par ailleurs, à Croix-Rouge, la scierie Dussausoit expédiait très épisodiquement des wagons de bois (notamment des traverses).
Au temps de la SNCB, ces raccordements ont été desservis par des locomotives diesel des séries 52 et 53 et aux locomotives de manœuvre série 73 du dépôt de Stockem jusqu'à leur retrait en 2004. Ensuite, ce sont des engins de la série 77 au départ de Athus (à la suite de la fermeture du dépôt de Stockem). En 2025, la desserte est assurée par Lineas.